# A-4154
La A-4154 es una carretera autonómica dependiente de la Junta de Andalucía que conecta las localidades de Priego de Córdoba y Loja. Su recorrido coincide con un tramo de la carretera N-321. Transcurre por las localidades de Algarinejo, La Viña y Ventorros de San José.
Es una carretera estrecha y con trazado irregular, sometida a diversas obras, sirve de enlace de Algarinejo con las localidades de Priego de Córdoba y Loja, así como de una vía de comunicación de Priego de Córdoba con la autovía A-92 a su paso por Loja.

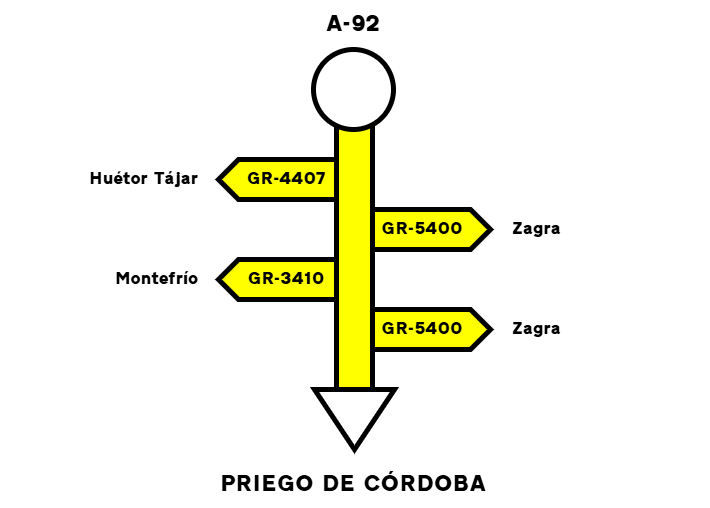
Itinerario de la A-4154 en la provincia de Granada.

La A-4154 es junto con la A-316, la A-333 (desde Alcaudete hasta Priego de Córdoba), la A-92 (por el antiguo tramo de la A-342) y la A-92M, era la carretera que unía Úbeda y Málaga por la extinta N-321, que fue transferida a la Junta de Andalucía, excluyendo así un posible desdoblamiento de la misma.
- Datos: Q5653344